# Prediš
Prediš (cyr. Предиш) – wieś w Czarnogórze, w gminie Cetynia. W 2003 roku liczyła 15 mieszkańców.